# Jeremy Gala
Jeremy Gala (Brussel, 19 februari 1993) is een Belgisch padeller.

## Levensloop
In 2016 maakte hij deel uit van de Belgische selectie die deelnam aan het wereldkampioenschap in het Portugese Cascais. Op het wereldkampioenschap van 2022 te Dubai bereikte hij met het Belgisch team de kwartfinale.